# Arnold Joseph Toynbee

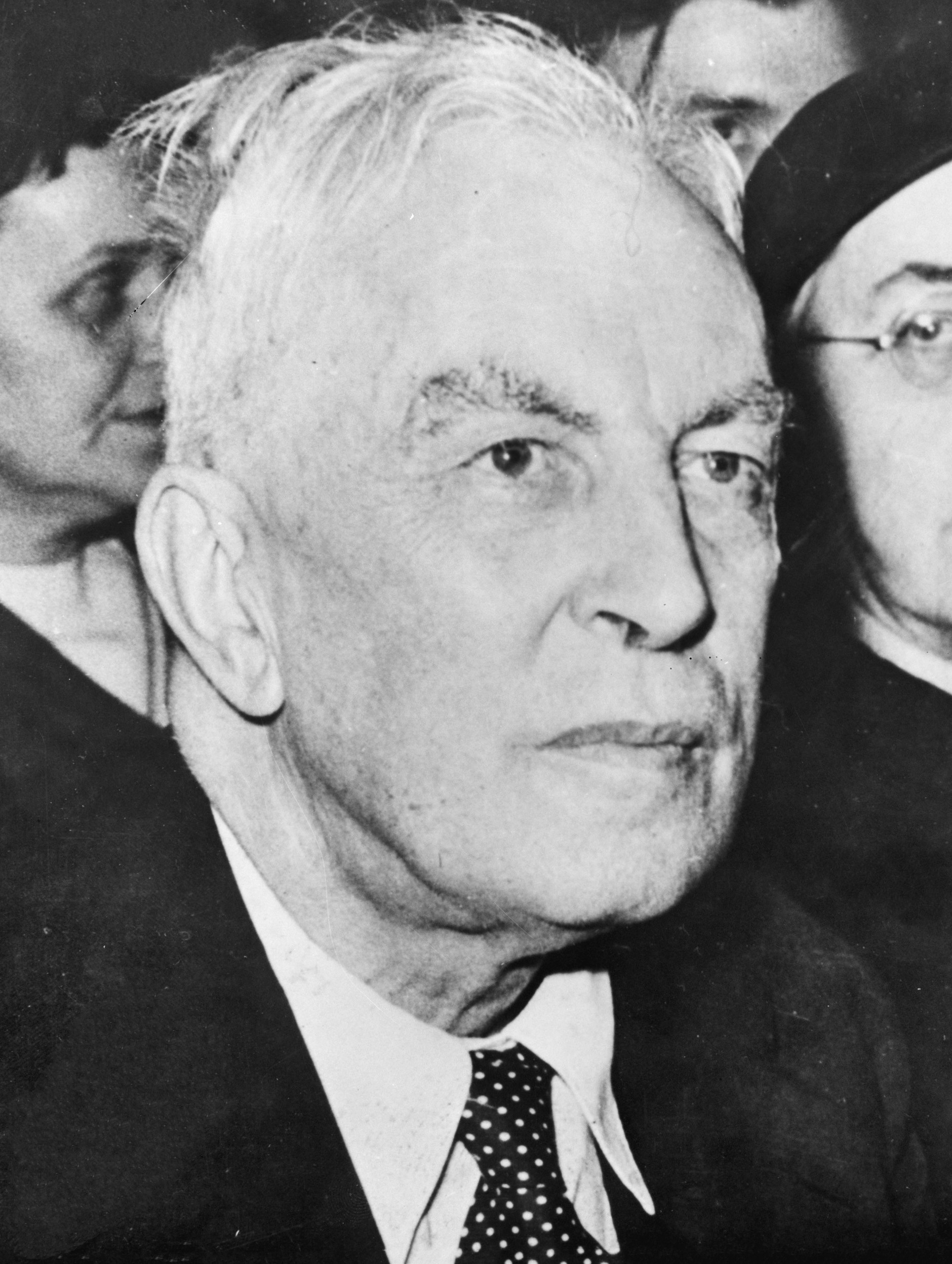
Arnold J. Toynbee

Arnold Joseph Toynbee (14 april 1889 – 22 oktober 1975) was een Brits historicus, wiens twaalfdelige analyse van de opkomst en ondergang van beschavingen, A Study of History (Een studie van de geschiedenis), geschreven van 1934 tot 1961, een synthese was van de wereldgeschiedenis, een metahistorie, gebaseerd op universele patronen van opkomst, bloei en verval, die de geschiedenis vanaf een wereldwijd perspectief bestudeerde. Hij werd opgeleid aan Winchester College en vervolgens aan de Universiteit van Oxford.
Hij was voorts onderzoeksprofessor aan de London School of Economics en aan de Universiteit van Londen.
Arnold Toynbee, een andere geschiedkundige met wie hij vaak wordt verward, was zijn oom.

## Gedachtegoed
Toynbees ideeën en benadering van de geschiedenis zijn vergelijkbaar met die van Oswald Spengler in De ondergang van het Avondland. Echter, Spenglers deterministische cyclustheorie dat beschavingen opkomen en ten onder gaan volgens een natuurlijke en onvermijdelijke cyclus wees hij van de hand.
Toynbee stelde de geschiedenis voor als de opkomst en ondergang van beschavingen in plaats van de geschiedenis van natiestaten of van etnische groepen. Hij identificeerde zijn beschavingen eerder volgens culturele dan volgens nationale criteria. Zo werd de westerse beschaving, bestaande uit alle naties die bestaan hebben in West-Europa sinds de val van het Romeinse Rijk, als één geheel behandeld en onderscheiden van zowel de ‘orthodoxe beschaving’ van Rusland en de Balkan als van de Grieks-Romeinse beschaving, die daaraan vooraf was gegaan.
Toen hij de beschavingen als eenheden had geïdentificeerd, ging hij bij de uiteenzetting en verklaring van hun geschiedenis uit van het criterium uitdaging-en-antwoord (vert. van « challenge-and-response »). Beschavingen kwamen tot bloei als antwoord op een bepaalde reeks zware uitdagingen, telkens wanneer creatieve minderheden oplossingen bedachten die leidden tot een heroriëntatie van hun hele samenleving. Uitdagingen en antwoorden waren fysiek, zoals toen de Sumeriërs de onherbergzame moerassen van zuidelijk Irak exploiteerden door de neolithische bewoners te organiseren in een samenleving die bekwaam was om grootschalige irrigatieprojecten uit te voeren; of sociaal, zoals toen de katholieke kerk de chaos van het Europa na de Romeinse tijd harmoniseerde door de nieuwe Germaanse koninkrijken op te nemen in één enkele religieuze gemeenschap. Wanneer een beschaving antwoordt op uitdagingen, groeit ze. Wanneer ze faalt een antwoord te geven op een uitdaging, begint ze te vervallen. Toynbee stelde dat beschavingen sterven door zelfmoord, niet door moord. («Civilizations die from suicide, not by murder.») Volgens Toynbee waren beschavingen geen onaantastbare, onveranderlijke organismen, maar een netwerk van sociale relaties binnen de grenzen en daarom onderworpen aan zowel wijze als onwijze beslissingen die ze maakten. Als de leidende krachten van een beschaving het interne proletariaat niet bedaarden of versloegen, of zich niet met effectieve militaire of diplomatieke middelen teweer konden stellen tegen bedreigende, externe machten, zou hun beschaving ten onder gaan.
Hij uitte grote bewondering voor Ibn Khaldun en vooral voor de Muqaddimah, het voorwoord van Khalduns eigen universele theorie, die de aandacht vestigt op veel systematische tendenzen die zich via het bewijsmateriaal doen gelden in de historische analyse.

## Invloed
Toynbees ideeën gaven vaak aanleiding tot debat. Met name de Nederlandse historicus Pieter Geyl bekritiseerde in woord en geschrift Toynbees geschiedopvatting.
In Britse politieke kringen was Toynbee in de vijftiger jaren van de 20e eeuw zeer geacht en invloedrijk.

## Nederlandse vertalingen van zijn werk
- Oorlog en beschaving (en. War and Civilization, 1950). Bussum: F.G. Kroonder, 1952
- De wereld en het westen (en. The World and the West, 1952). Bussum: F.G. Kroonder, 1953
- Godsdienst en geschiedenis (en. An Historian's Approach to Religion, 1956). Bussum: F.G. Kroonder, 1957